# Saint-Étienne-de-Brillouet
 Saint-Étienne-de-Brillouet  es una población y comuna francesa, en la región de Países del Loira, departamento de Vendée, en el distrito de Fontenay-le-Comte y cantón de Sainte-Hermine.

## Demografía
| 543 | 503 | 426 | 388 | 357 | 372 |
| Para los censos de 1962 a 1999 la población legal corresponde a la población sin duplicidades (Fuente: INSEE [Consultar]) |     |     |     |     |     |